# Bijeli grab
Bijeli grab (bjelograb, bjelograbić, primorski grab lat. Carpinus orientalis) je vrsta brezovke iz roda grabova. 
Nastanjena je na području od jugoistočne Europe do sjevernog Irana, u submediteranskoj klimi. Staništa su mu vruća i suha područja na nadmorskim visinama većim od 1000 metara. Cvijeta u travnju i svibnju. Ova biljka se koristi u strojogradnji, za čavle pri potkivanju, rezbarenje, glazbala, suhu destilaciju, itd. Prvi ju je opisao engleski botaničar Philip Miller 1768.

## Izgled
Korijen ove biljke je jako dobro razvijen i štiti zemlju od erozije, pa se ova biljka često koristi za pošumljavanje goleti. Stablo ovog graba obično naraste 3-4 metra, iako može doseći i do 15 metara. Kora stabla je siva i glatka, s malim primjesama ljubičaste i žućkaste boje. Na ograncima krošnje nalaze se jajoliki listovi dugi do 13 centimetara s nazupčanim rubovima. Na jednodomnoj biljci nalaze se u resama skupljeni jednospolni cvjetovi. Muške rese su duže i okruglaste, dok su ženske dosta kraće i dlakave. Plod je plosnati izduženi oraščić dužine 3 do 5 milimetara, svijetlo-smeđe boje. 

## Vanjske poveznice
|  | Zajednički poslužitelj ima stranicu o temi Carpinus orientalis    |
|  | Zajednički poslužitelj ima još gradiva o temi Carpinus orientalis |
|  | Wikivrste imaju podatke o taksonu Carpinus orientalis             |